# Franco Causio
Franco Causio (né le 1er février 1949 à Lecce dans les Pouilles) est un joueur international de football italien, qui évoluait au poste d'ailier droit.
Surnommé il Barone (le Baron) ou encore Brazil, il a notamment remporté la Coupe du monde 1982 avec l'équipe d'Italie, participant également aux éditions de 1974 en Allemagne et de 1978 en Argentine.

## Biographie

### Carrière en club
Causio le sudiste est natif de la ville Lecce et fut formé par le grand club de sa ville, l'US Lecce.
Il rejoint ensuite un des plus grands clubs du nord du pays à l'âge de 17 ans, la Juventus, avec qui il joue un seul match en deux saisons (dont le premier le 21 janvier 1968 lors d'un nul 0-0 contre Mantoue en Serie A). Il est alors prêté durant quelques saisons en Serie B (où il joue avec la Reggina Calcio et Palerme), avant de retourner à la Juventus en 1970.
Il marque son premier but bianconero le 3 décembre 1970 lorsqu'il inscrit le but de la victoire 1-0 contre Pécsi Dózsa en C3. Pendant 11 ans, il fera le bonheur des tifosi bianconeri avec son légendaire numéro 7, remportant en tout 8 titres, 6 scudetti, une coupe nationale et une coupe de l'UEFA, dans un effectif d'expérience composé entre autres de Roberto Bettega, Marco Tardelli, Dino Zoff, Gaetano Scirea ou encore d'Antonio Cabrini. Il joue au total 452 matchs pour 72 buts (dont 305 matchs pour 49 buts en championnat), jouant son dernier match le 28 mai 1981 lors d'une défaite en coupe 1-0 contre l'AS Roma.
En 1981, il quitte le club pour rejoindre l'Udinese avec qui il joue pendant 3 ans, avec son coéquipier brésilien Zico. Il retourne ensuite dans son club formateur, à Lecce lors de ses débuts en Serie A (1985-86). Il tente ensuite une courte expérience à l'Inter, avant de finir sa carrière en Serie B avec Triestina à l'âge de 39 ans.

### Carrière en sélection

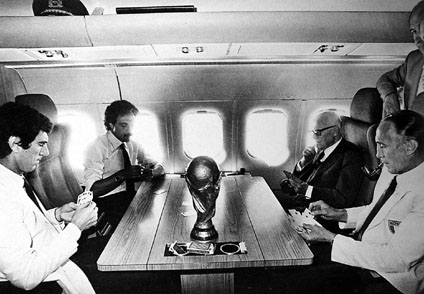
Causio (en haut à gauche) avec le Président de la République italienne Sandro Pertini, Dino Zoff et le sélectionneur Enzo Bearzot au retour d'Espagne avec la coupe du monde à peine remportée.

Il fait ses grands débuts en sélection avec l'équipe d'Italie le 29 avril 1972 à Milan lors d'un match Italie-Belgique (score final 0-0).
Il fait partie de l'effectif de la Squadra Azzurra participant à la coupe du monde 1974 en RFA ainsi qu'à celle de 1978 en Argentine où il dispute tous les matchs (inscrivant même un but lors du match perdu contre le Brésil comptant pour la 3e place).
La consécration arrive enfin à 33 ans avec la coupe du monde de 1982 en Espagne, remportée par les Italiens, dont Franco Causio,.
Il met un terme à sa carrière avec la Nazionale le 12 février 1983 à 34 ans, lors d'un match Chypre-Italie (score final 1-1).

### Après-carrière
Devenu par la suite commentateur sportif, un hommage lui est rendu dans la chanson Nuntereggae più de Rino Gaetano en 1978 (avec d'autres joueurs comme Musiello, Tardelli, Antognoni et Zaccarelli).
Il fut également par la suite émissaire et superviseur de jeunes talents pour le compte de son ancien club de la Juventus. On lui doit notamment la découverte d'Alessandro Del Piero, qu'il parvient à faire venir au club encore tout jeune.

## Palmarès
| Juventus \| - Championnat d'Italie (6) : - Champion : 1971-72, 1972-73, 1974-75, 1976-77, 1977-78 et 1980-81. - Vice-champion : 1973-74 et 1975-76. - Coupe d'Italie (1) : - Vainqueur : 1978-79. - Finaliste : 1972-73. \| \| - Coupe des villes de foires : - Finaliste : 1970-71. - Coupe des clubs champions : - Finaliste : 1972-73. - Coupe UEFA (1) : - Vainqueur : 1976-77. \| |  | Italie - Coupe du monde (1) : - Vainqueur : 1982. |
| - Championnat d'Italie (6) : - Champion : 1971-72, 1972-73, 1974-75, 1976-77, 1977-78 et 1980-81. - Vice-champion : 1973-74 et 1975-76. - Coupe d'Italie (1) : - Vainqueur : 1978-79. - Finaliste : 1972-73. |  | - Coupe des villes de foires : - Finaliste : 1970-71. - Coupe des clubs champions : - Finaliste : 1972-73. - Coupe UEFA (1) : - Vainqueur : 1976-77. |